# Poarta (okręg Marusza)
Poarta – wieś w Rumunii, w okręgu Marusza, w gminie Fărăgău. W 2011 roku liczyła 235 mieszkańców.